# Igreja de Santo André de Telões
A Igreja de Santo André de Telões, também referida como Mosteiro de Telões, Igreja Paroquial de Telões e Igreja de Santo André, é uma igreja românica situada em Telões, no município de Amarante em Portugal.
Em 1977 foi classificada como imóvel de interesse público e está integrada na Rota do Românico.